# Dannelbourg
Dannelbourg est une commune française située dans le département de la Moselle, en région Grand Est.
Cette commune se trouve dans la région historique de Lorraine et fait partie du pays de Sarrebourg.

## Géographie
| Mittelbronn |             | Phalsbourg  |
|             | Dannelbourg |             |
| Henridorff  |             | Lutzelbourg |

### Hydrographie
La commune est située dans le bassin versant du Rhin au sein du bassin Rhin-Meuse. Elle est drainée par le ruisseau Hesselgraben et le ruisseau le Waldbach.

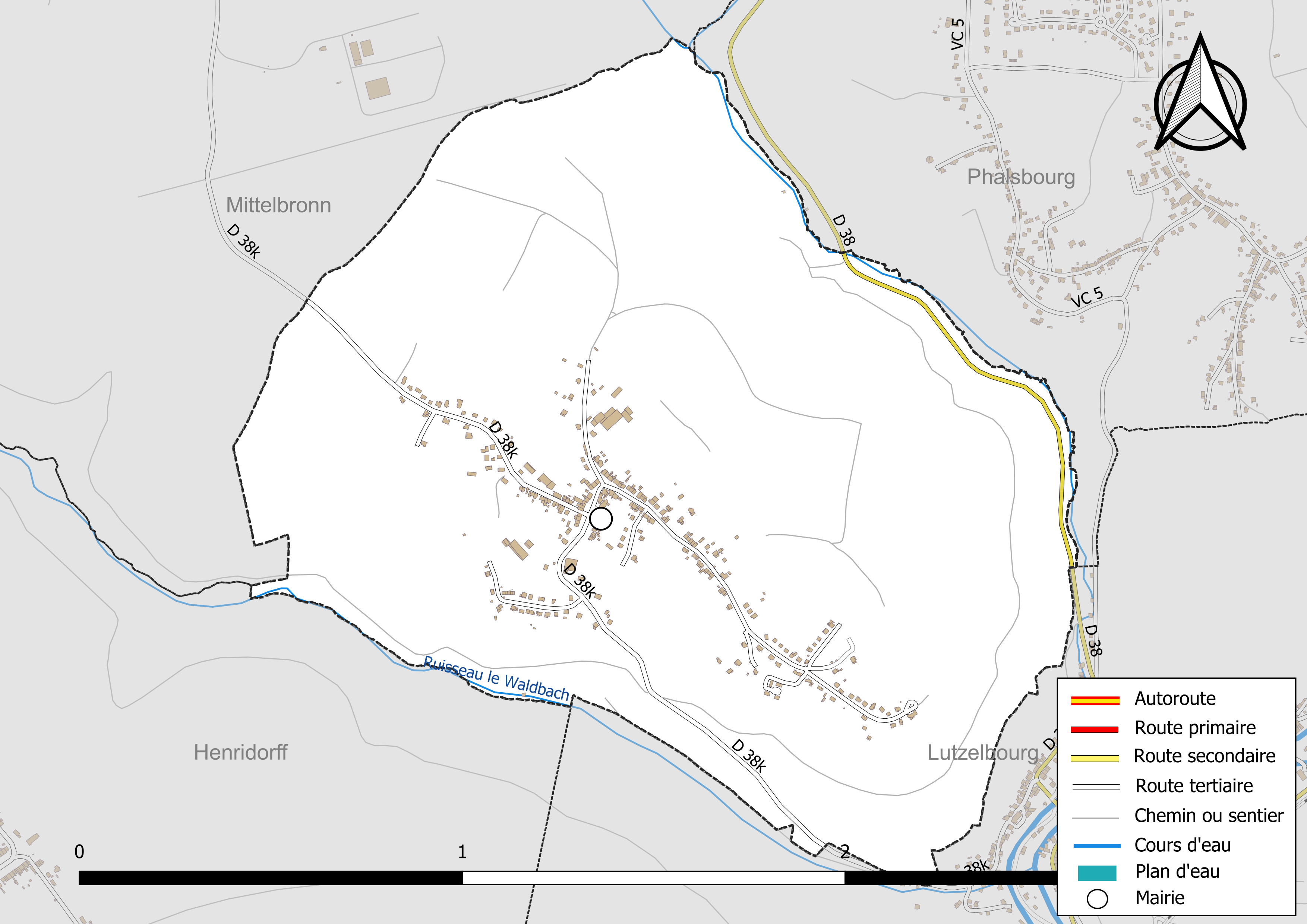
Réseaux hydrographique et routier de Dannelbourg.

### Climat
Pour des articles plus généraux, voir Climat du Grand Est et Climat de la Moselle.
En 2010, le climat de la commune est de type climat des marges montargnardes, selon une étude du Centre national de la recherche scientifique s'appuyant sur une série de données couvrant la période 1971-2000. En 2020, Météo-France publie une typologie des climats de la France métropolitaine dans laquelle la commune est exposée à un climat semi-continental et est dans la région climatique  Vosges, caractérisée par une pluviométrie très élevée (1 500 à 2 000 mm/an) en toutes saisons et un hiver rude (moins de 1 °C). 
Pour la période 1971-2000, la température annuelle moyenne est de 9,6 °C, avec une amplitude thermique annuelle de 17,3 °C. Le cumul annuel moyen de précipitations est de 969 mm, avec 11,1 jours de précipitations en janvier et 10,6 jours en juillet. Pour la période 1991-2020, la température moyenne annuelle observée sur la station météorologique de Météo-France la plus proche, « Phalsbourg_sapc », sur la commune de Danne-et-Quatre-Vents à 5 km à vol d'oiseau, est de 10,4 °C et le cumul annuel moyen de précipitations est de 864,9 mm. 
La température maximale relevée sur cette station est de 38,1 °C, atteinte le 12 août 2003 ; la température minimale est de −22 °C, atteinte le 10 février 1956,,. 
Les paramètres climatiques de la commune ont été estimés pour le milieu du siècle (2041-2070) selon différents scénarios d'émission de gaz à effet de serre à partir des nouvelles projections climatiques de référence DRIAS-2020. Ils sont consultables sur un site dédié publié par Météo-France en novembre 2022.

## Urbanisme

### Typologie
Au 1er janvier 2024, Dannelbourg est catégorisée bourg rural, selon la nouvelle grille communale de densité à sept niveaux définie par l'Insee en 2022.
Elle est située hors unité urbaine. Par ailleurs la commune fait partie de l'aire d'attraction de Phalsbourg, dont elle est une commune du pôle principal,. Cette aire, qui regroupe 3 communes, est catégorisée dans les aires de moins de 50 000 habitants,.

### Occupation des sols
L'occupation des sols de la commune, telle qu'elle ressort de la base de données européenne d’occupation biophysique des sols Corine Land Cover (CLC), est marquée par l'importance des territoires agricoles (45,3 % en 2018), une proportion identique à celle de 1990 (45,3 %). La répartition détaillée en 2018 est la suivante : 
zones agricoles hétérogènes (45,3 %), forêts (44,2 %), zones urbanisées (10,5 %). L'évolution de l’occupation des sols de la commune et de ses infrastructures peut être observée sur les différentes représentations cartographiques du territoire : la carte de Cassini (XVIIIe siècle), la carte d'état-major (1820-1866) et les cartes ou photos aériennes de l'IGN pour la période actuelle (1950 à aujourd'hui).

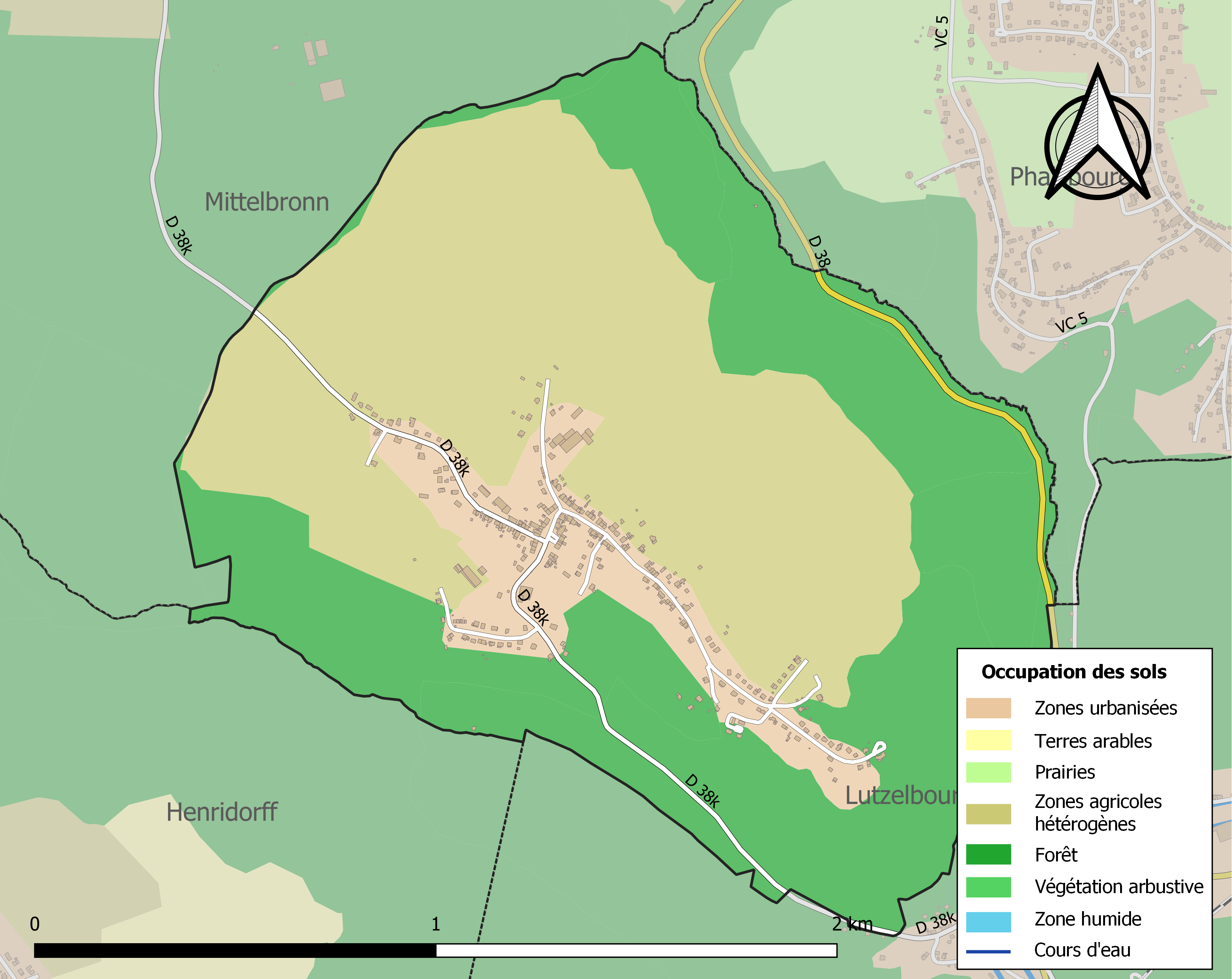
Carte des infrastructures et de l'occupation des sols de la commune en 2018 (CLC).

## Toponymie
Denelburg (1576), Danelbourg ou Denelbourg (1779), Dannelbourg (1793), Denelbourg (Cassini).
Dännelbuerj en francique lorrain.

### Sobriquet
- Die Brimer Schißer (les chieurs de genêts)[13].

## Histoire
Faisait partie de la principauté de Phalsbourg et Lixheim. Cédée à la France en 1661 (traité de Vincennes).

## Politique et administration

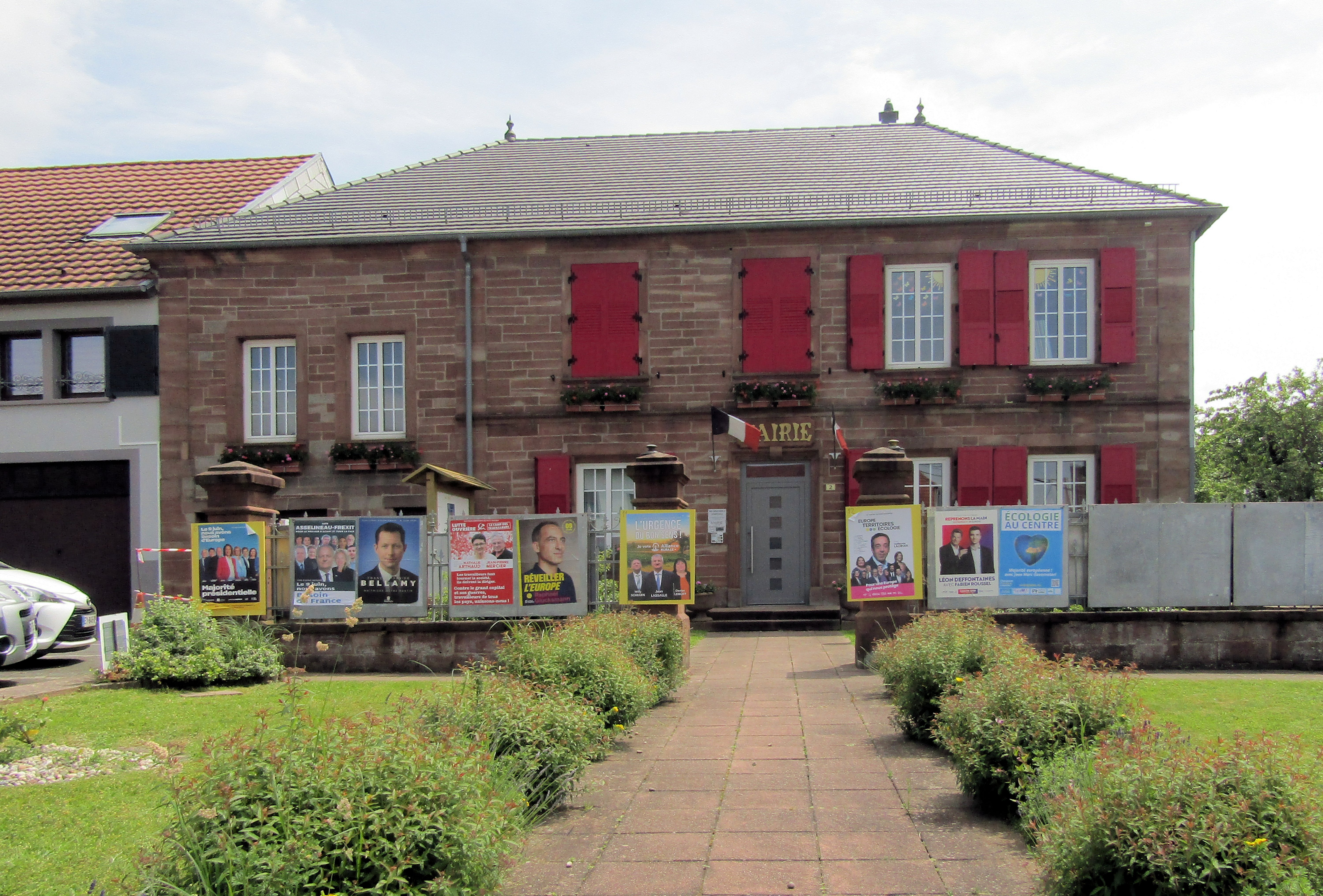
La mairie.

| Période                                  | Période    | Identité       | Étiquette    | Qualité                                                    |
| ---------------------------------------- | ---------- | -------------- | ------------ | ---------------------------------------------------------- |
| Les données manquantes sont à compléter. |            |                |              |                                                            |
| 1945                                     | mars 1995  | Georges Thomas | MRP puis UDR | Agent général d'assurances Député (1958-1962 et 1967-1968) |
| 1995                                     | avril 2014 | René Thomas    |              |                                                            |
| avril 2014                               | En cours   | Pierre Martin  |              |                                                            |

## Démographie
L'évolution du nombre d'habitants est connue à travers les recensements de la population effectués dans la commune depuis 1793. Pour les communes de moins de 10 000 habitants, une enquête de recensement portant sur toute la population est réalisée tous les cinq ans, les populations de référence des années intermédiaires étant quant à elles estimées par interpolation ou extrapolation. Pour la commune, le premier recensement exhaustif entrant dans le cadre du nouveau dispositif a été réalisé en 2005.

En 2022, la commune comptait 506 habitants, en évolution de +2,22 % par rapport à 2016 (Moselle : +0,52 %, France hors Mayotte : +2,11 %).
| 1793 | 1800 | 1806 | 1821 | 1831 | 1836 | 1841 | 1846 | 1851 |
| ---- | ---- | ---- | ---- | ---- | ---- | ---- | ---- | ---- |
| 166  | 250  | 256  | 275  | 303  | 366  | 363  | 368  | 370  |

| 1856 | 1861 | 1871 | 1875 | 1880 | 1885 | 1890 | 1895 | 1900 |
| ---- | ---- | ---- | ---- | ---- | ---- | ---- | ---- | ---- |
| 348  | 384  | 388  | 358  | 365  | 360  | 350  | 638  | 360  |

| 1905 | 1910 | 1921 | 1926 | 1931 | 1936 | 1946 | 1954 | 1962 |
| ---- | ---- | ---- | ---- | ---- | ---- | ---- | ---- | ---- |
| 374  | 384  | 327  | 298  | 273  | 277  | 306  | 312  | 320  |

| 1968 | 1975 | 1982 | 1990 | 1999 | 2005 | 2006 | 2010 | 2015 |
| ---- | ---- | ---- | ---- | ---- | ---- | ---- | ---- | ---- |
| 346  | 349  | 393  | 445  | 479  | 470  | 463  | 489  | 496  |

| 2020 | 2022 | - | - | - | - | - | - | - |
| ---- | ---- | - | - | - | - | - | - | - |
| 496  | 506  | - | - | - | - | - | - | - |

## Culture locale et patrimoine

### Lieux et monuments
- Vestiges gallo-romains.
- Stade municipal de Dannelbourg
- Festival Dannel'zik sur le stade municipal

### Édifice religieux

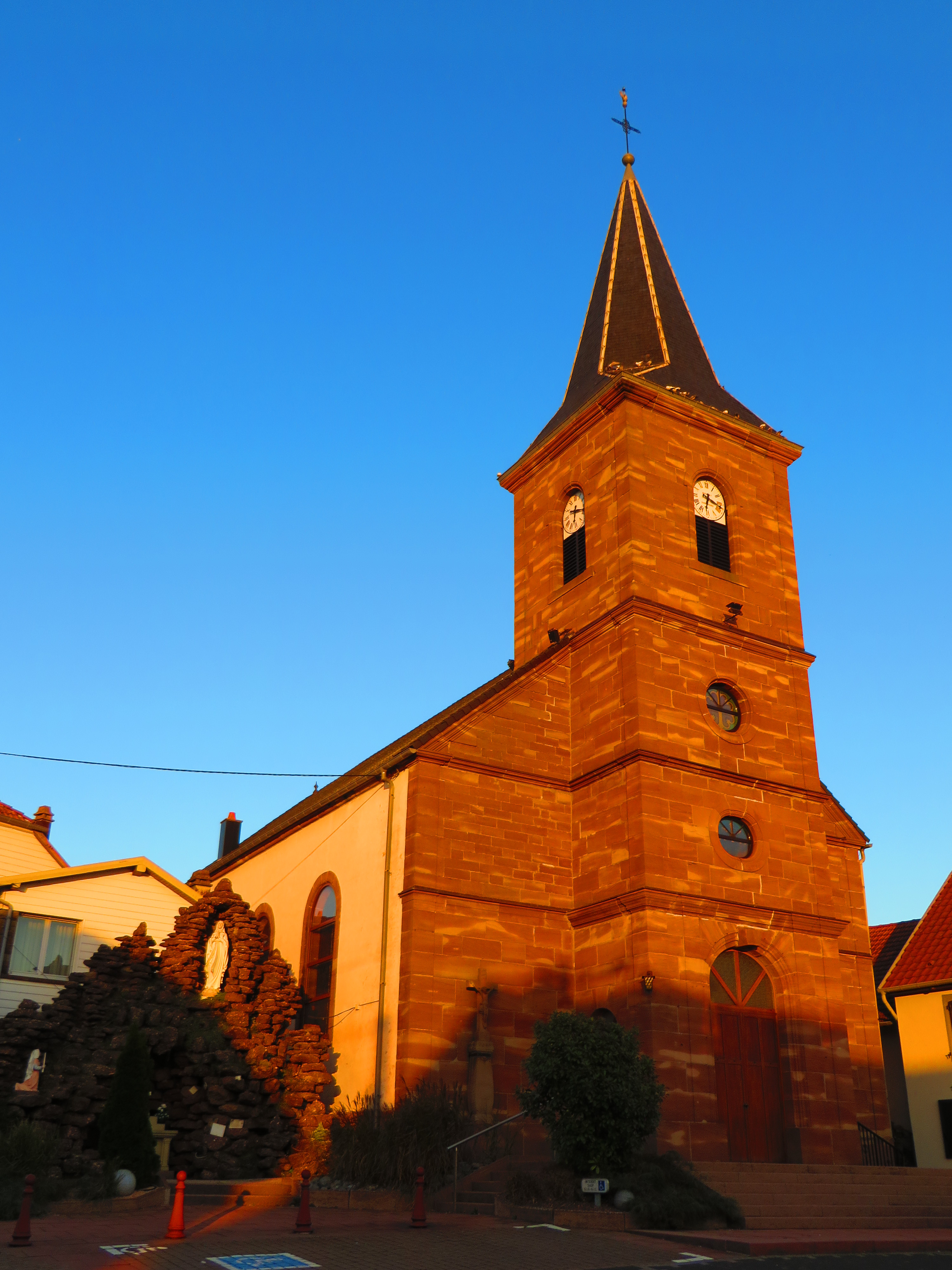
Église Saint-Jean-Baptiste

- Église Saint-Jean-Baptiste XIXe siècle  : autels baroques et ancien orgue provenant de l'ancienne église Saint-Epvre de Nancy[18].

### Personnalités liées à la commune
- Georges Thomas, député.
- Les Garçons Trottoirs, groupe français originaire de Dannelbourg.

### Héraldique
| Blason de Dannelbourg | Blason  | D'or au sapin de sinople mouvant d'une champagne crénelée de gueules et chargée d'une divise de sable. |
| Blason de Dannelbourg | Détails | Le statut officiel du blason reste à déterminer.                                                       |

## Pour approfondir